# Benavente (Portugal)
Benavente ist eine Vila (Kleinstadt) und ein gleichnamiger Kreis (Concelho) in Portugal.

## Geschichte
Der Ort entstand 1199 durch Besiedlung der hier umkämpften Gebiete im Zuge der Reconquista. Seine ersten Stadtrechte (Foral) erhielt Benavente im Jahr 1200, die im Jahr 1218 durch König Sancho I. bestätigt, und 1516 durch König Manuel I. erneuert und erweitert wurden.

## Verwaltung

### Kreis
Benavente ist Verwaltungssitz eines gleichnamigen Kreises (Concelho) im Distrikt Santarém. Die Nachbarkreise sind (im Uhrzeigersinn im Norden beginnend): Salvaterra de Magos, Coruche, Montijo, Palmela, Alcochete, Vila Franca de Xira, Azambuja sowie das Delta des Tejo.
Die folgenden Gemeinden (Freguesias) liegen im Kreis Benavente:

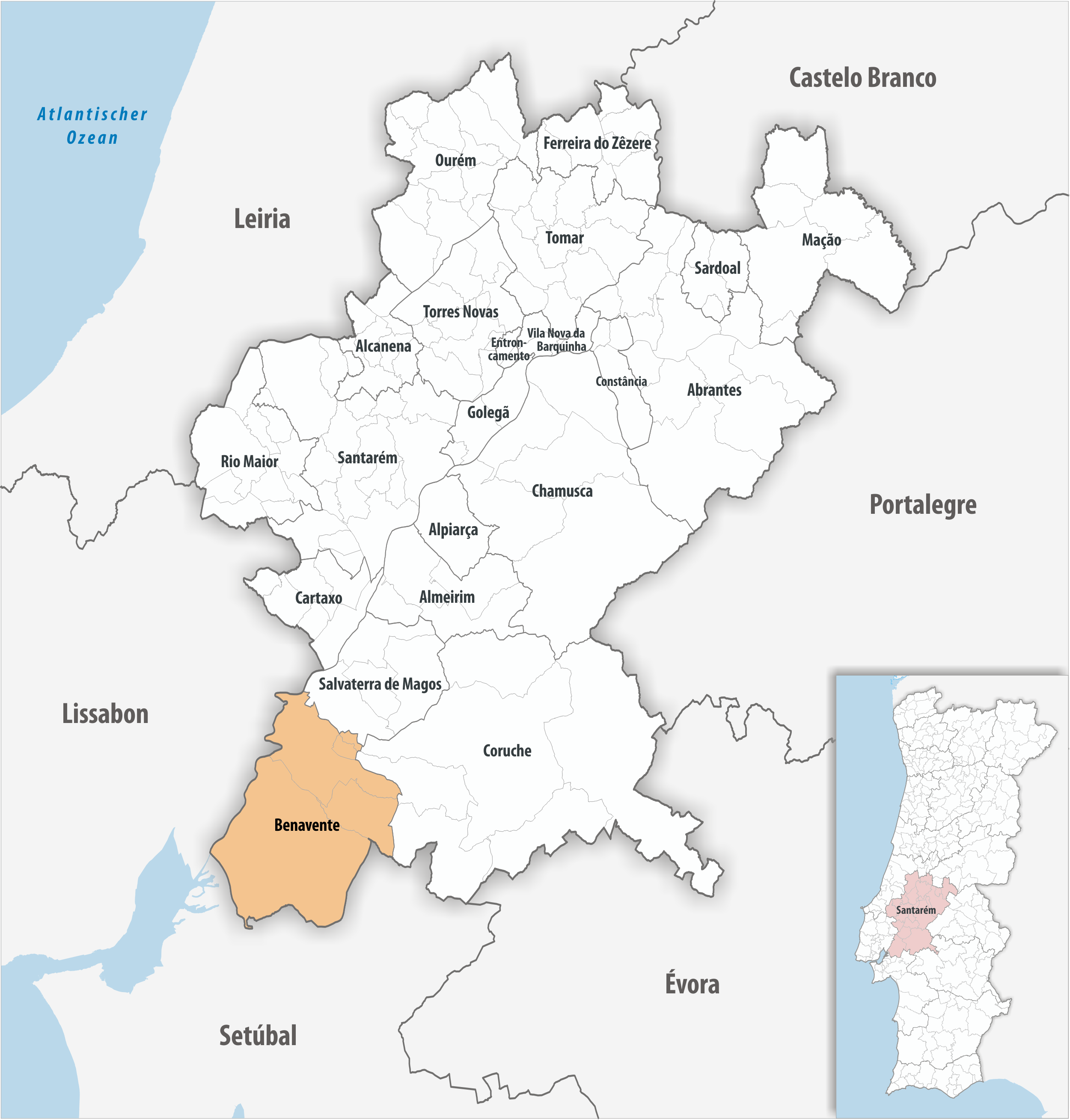
Kreis Benavente

| Gemeinde        | Einwohner (2021) | Fläche km² | Dichte Einw./km² | LAU- Code |
| --------------- | ---------------- | ---------- | ---------------- | --------- |
| Barrosa         | 638              | 7,17       | 89               | 140504    |
| Benavente       | 9.385            | 130,41     | 72               | 140501    |
| Samora Correia  | 17.698           | 321,39     | 55               | 140502    |
| Santo Estêvão   | 1.988            | 62,41      | 32               | 140503    |
| Kreis Benavente | 29.709           | 521,38     | 57               | 1405      |

### Bevölkerungsentwicklung
| 1801  | 1849  | 1900  | 1930  | 1960   | 1981   | 1991   | 2001   | 2007   | 2011   |
| 2 758 | 4 308 | 6 413 | 8 733 | 11 631 | 16 306 | 18 335 | 23 257 | 28 312 | 29 019 |

### Kommunaler Feiertag
- Christi Himmelfahrt

### Städtepartnerschaften
- Kap Verde: Paul (seit 1997)
- São Tomé und Príncipe: Príncipe (seit 2001)[5]

## Söhne und Töchter der Stadt
- Azedo Gneco (1849–1911), Freimaurer und republikanischer Politiker
- José Luís de Moura Mendes (1861–1918), Artillerieoffizier, gefallen im Ersten Weltkrieg gegen deutsche Truppen im Norden Mosambiks
- Manuel Lopes de Almeida (1900–1980), Historiker, Hochschullehrer und Politiker
- Justino Mendes de Almeida (1924–2012), Philologe, Historiker und Hochschullehrer
- Maria João Bastos (* 1975), Schauspielerin
- Núria Madruga (* 1980), Schauspielerin
- Mário Jorge Malino Paulino (* 1986), Fußballspieler
- Gonçalo Guedes (* 1996), Fußballspieler
- Mariana Bento (* 2001), Leichtathletin